# 독일의 경제
독일의 경제에 대해 설명한다. 독일의 경제는 고도로 발전된 사회적 시장경제이다. 유럽 최대 국가 경제규모이며, 명목 GDP로는 세계 4위, GDP(PPP)로는 6위를 차지하고 있다. 국제통화기금(IMF)에 따르면 2017년 유로지역 경제의 28%를 차지했다. 독일은 유럽연합과 유로존의 창립 멤버다.
독일은 목재, 갈탄, 포타쉬, 소금이 풍부하다. 천연 가스의 일부 소출원은 니더작센주에서 생산되고 있다.
독일은 세계 최고의 무역 박람회 장소다. 세계 유수의 무역 박람회의 약 3분의 2가 독일에서 열린다. 하노버, 프랑크푸르트, 쾰른, 라이프치히, 뒤셀도르프 등 독일의 여러 도시에서 매년 가장 큰 규모의 국제 무역 박람회와 회담 등이 열린다.

## 개요
통일 전 서독의 실업률이 증가하기 시작하자(1970년대 후반부터) 비정규 고용형태가 늘어나는 등의 고용의 양과 질에 변화가 나타났다. 서독은 전통적인 복지 국가 모델에 자유주의적 색채를 강화했고 경제정책은 케인스주의에서 재정안정화를 강조하는 통화주의적 요소가 강조되었다. 정부는 실업률이 높아짐에 따라 노동 공급을 감축했다. 노동 공급 감축 전략은 사회적으로 남성에게는 실업 급여 또는 연금 수급 의존도를, 여성에게는 남성 소득자에 대한 의존도를 높여주었다. 또한 노동시장의 경직성은 높아짐으로써 고용 창출은 어려워졌다.
통일 전 동독은 사회주의에서 강조된 완전 고용이었다. 이 때문에 실업자가 없어 경제 성장이 둔화된 1970년대 중반 사회주의 체제의 우월성이 강조될 수 있었다. 그러나 동독의 실속 없는 완전고용 정책으로 경제활동인구의 약 15%에 달하는 은폐 실업이 존재했다. 또한 완전고용 체제에서 노동은 권리이자 의무였기에 노동권은 통제와 감시가 뒤따랐으며 억압적이었다.
통일 후 동독은 1:1이라는 화폐교환비율과 낮은 생산성으로 인해 기업이 파산하고 실업자들이 늘었다. 통일 이후 줄 곧 동독의 실업률이 서독보다 높아왔고 국내총생산은 1997년 이래로 서독의 성장률이 높았다. 물론 동독의 총수입은 증가했지만 통일이 된 지 20년이 지난 후 동독의 소득 수준은 서독의 75~85%에 미치고 또 실업률이 서독의 2배에 달하는 등 동서독 간 큰 경제적 격차가 존재했다. 따라서 경제적으로 동독보다 훨씬 양호한 서독이 통일비용을 대거 분담할 수밖에 없었다.
독일정부는 통일 이후 15년간 1조 4천억 유로보다 훨씬 많은 돈을 동독에 지원해 왔다. 
지원금의 제원으로는 연방정부, 서독인들이 내는 각종 보험료, 서독의 부유한 주로부터 갹출한 돈, 통일기금, 연대세 등이 있다. 통일기금을 마련하기 위해 각종 세금이 인상되었으며 공공재정 지출을 축소하였다. 특히 세금보다는 빚을 더 많이 끌어 모아 통일비용을 충당하였다. 이 때문에 동독의 빚 규모는 통일직후 서독이 모든 빚을 떠맡았음에도 불구하고 1998년 이후 서독을 능가하게 되었다. 그러나 빚이 동독의 경제기반을 재건하는 데 쓰이지 않고 오용되었기 때문에 재정부채는 점점 늘어났다. 대표적으로 호네커와 빌리브란트가 시행한 여러 가지 사회보장제도로 인해 정부지출이 늘어났다. 이에 따라 서독의 가난한 주도 그 수가 늘었고 서독역시 부자 주가 내는 지원금을 동독이 아닌 서독의 가난한 주에도 분담해야 한다고 주장하게 되었다. 한편 통일 이후 정부의 부채뿐만 아니라 가계부채도 늘어났다. 실업자와 세수가 늘어났기 때문이다. 빈곤층 비율도 통일 전에 비해 5.1%가 증가했다. 물론 가계총수입은 증가했지만 인플레이션과 각종 분담금으로 인해 실질수입은 하락했고 따라서 살림은 더욱 힘들어 졌다.
이렇게 동독연방정부는 서독에 크게 의존하는 경제적 양상을 보인다. 앞으로 동독과 서독의 경제적 상황이 균등해지기 위해 걸리는 시간에 대해서 예측한 결과 할레경제연구소는 2030년까지는 기다려야 한다고 전망했다.지난 30년간 동독의 노동생산성과 소득은 서독의 85% 수준에 이르렀고, 실업률 또한 양 지역의 격차가 크지 않은 수준에 도달했다.

## 같이 보기
- 독일 연방은행
- 일과 생활의 균형